# Lake Cavanaugh, Washington
Lake Cavanaugh, Washington (енгл. Lake Cavanaugh) насељено је место без административног статуса у америчкој савезној држави Вашингтон.

## Демографија
По попису из 2010. године број становника је 167, што је 45 (36,9%) становника више него 2000. године.
| Група             | 2000.       | 2010.       |
| Белци             | 120 (98,4%) | 165 (98,8%) |
| Афроамериканци    | 0 (0,0%)    | 0 (0,0%)    |
| Азијати           | 1 (0,8%)    | 0 (0,0%)    |
| Хиспаноамериканци | 0 (0,0%)    | 1 (0,6%)    |
| Укупно            | 122         | 167         |